# Їнін
43°58′37″ пн. ш. 81°31′24″ сх. д. / 43.97699° пн. ш. 81.52323° сх. д.
Їнін (кит. 伊宁县, пін. Yīníng Xiàn) — один із повітів КНР у складі Ілі-Казахської автономної префектури, СУАР. Адміністративний центр — містечко Джеліль-Юзі.

## Географія
Південним кордоном повіту слугує річка Ілі, на півночі він переходить у гори Боро-Хоро.

### Клімат
Повіт знаходиться у зоні, котра характеризується кліматом помірних степів. Найтепліший місяць — липень із середньою температурою 23,5 °C. Найхолодніший місяць — січень, із середньою температурою -6 °С.
| Клімат повіту Їнін                                 | Клімат повіту Їнін | Клімат повіту Їнін | Клімат повіту Їнін | Клімат повіту Їнін | Клімат повіту Їнін | Клімат повіту Їнін | Клімат повіту Їнін | Клімат повіту Їнін | Клімат повіту Їнін | Клімат повіту Їнін | Клімат повіту Їнін | Клімат повіту Їнін | Клімат повіту Їнін |
| Показник                                           | Січ.               | Лют.               | Бер.               | Квіт.              | Трав.              | Черв.              | Лип.               | Серп.              | Вер.               | Жовт.              | Лист.              | Груд.              | Рік                |
| Середній максимум, °C                              | −0,7               | 2,2                | 11,3               | 20,4               | 24,9               | 28,6               | 30,6               | 29,9               | 25,6               | 18,1               | 8,8                | 1,5                | 16,8               |
| Середня температура, °C                            | −6                 | −3                 | 5,3                | 13,3               | 17,9               | 21,7               | 23,5               | 22,5               | 17,9               | 10,6               | 3                  | −3,5               | 10,3               |
| Середній мінімум, °C                               | −10,2              | −7,2               | 0,3                | 7,3                | 11,5               | 15,3               | 16,9               | 15,6               | 11                 | 4,9                | −1                 | −7,4               | 4,8                |
| Норма опадів, мм                                   | 26.1               | 25.9               | 27                 | 42.3               | 35.8               | 31.1               | 29.5               | 24.7               | 17                 | 30.9               | 43.2               | 34                 | 367.5              |
| Вологість повітря, %                               | 71                 | 71                 | 62                 | 52                 | 52                 | 54                 | 54                 | 52                 | 51                 | 60                 | 70                 | 73                 | 60                 |
| -------------------------------------------------- | ------------------ | ------------------ | ------------------ | ------------------ | ------------------ | ------------------ | ------------------ | ------------------ | ------------------ | ------------------ | ------------------ | ------------------ | ------------------ |
| Джерело: Дані метеостанції №51434 (КНР, 1991-2020) |                    |                    |                    |                    |                    |                    |                    |                    |                    |                    |                    |                    |                    |